# 瑟德湖 (伊利諾伊州)
瑟德湖（英語：Third Lake）是位於美國伊利諾伊州萊克縣的一個村落。

## 地理
瑟德湖的座標為42°22′05″N 88°00′32″W / 42.36806°N 88.00889°W，而該地最高點為海拔高度236米（即774英尺）。

## 人口
根據2010年美國人口普查的數據，瑟德湖的面積為2.15平方千米，當中陸地面積為1.48平方千米，而水域面積為0.67平方千米。當地共有人口1182人，而人口密度為每平方千米549人。